# JMC Vigus
Der JMC Vigus ist ein seit 2013 gebauter Pick-up des chinesischen Herstellers Jiangling Motors. Er wird in verschiedenen Ländern wie Mexiko, Südafrika und Kolumbien verkauft. Wie alle Pick-ups ist er für den Lastentransport ausgelegt; seine Nutzlast beträgt bis zu 975 kg und die zulässige Anhängelast bis zu 2500 kg.

## Geschichte
Der Vigus wurde erstmals im Jahr 2013 auf der Shanghai Auto Show vorgestellt. Er basiert auf der Plattform des Ford Ranger und entstand in kooperativer Zusammenarbeit zwischen Ford und JMC. Seit 2013 sind außerdem noch andere Modelle herausgekommen, die der Standard-Version folgten.

## Technik
Die Karosserie des Vigus besteht zu 41,5 % aus Stahlblech und die restlichen 58,5 % aus leichteren Werkstoffen wie Aluminium, Magnesium oder Kunststoffen. Der Vigus hat einen Dieselmotor mit 2,4 Liter Hubraum und 140 PS, ein Fünfgang-Schaltgetriebe und wird sowohl mit Hinterradantrieb als auch mit Allradantrieb gebaut. Der Dieselverbrauch beträgt 7,3 l/100 km und der Vigus hat ein maximales Drehmoment von 315 Nm.

## Ausstattung
Der Vigus wirbt mit einer einfachen und praktischen Ausstattung, die laut Hersteller auf die Bedürfnisse von Geschäftskunden ausgerichtet ist, unter anderem hat das Auto eine Klimaanlage, ein Radio mit CD-Player und USB-Anschluss, elektrische Fensterheber, Zentralverriegelung mit Fernbedienung, ABS, EBD und zwei Airbags.

## Modelle
Vigus: Die Basisversion des Vigus ist in 4×2 (Hinterradantrieb mit Frontmotor) und 4×4 (Allradantrieb) erhältlich. Ihre einfache Ausstattung ist auf die Bedürfnisse von Geschäftskunden ausgerichtet.
Vigus Limited: Eine verbesserte Version des Vigus mit 10-Zoll-Touchscreen, Android- und Apple-Car-Play-System, Rückfahrkamera, Nebelscheinwerfern und Ledersitzen.
All New Vigus, die neueste Version des Vigus, wurde 2023 vorgestellt. Sie hat ein modernes Design, einen 150-PS-Motor, ein Sechsgang-Schaltgetriebe und Allradantrieb mit elektronischer Steuerung.
Vigus Pro ist eine sportliche Version des Vigus. Sie hat einen 2,0-Liter-Turbodieselmotor mit 163 PS, ein 8-Zoll-Touchscreen mit integrierter Rückfahrkamera, ein Achtgang-Automatikgetriebe, einen Tempomat (einstellbar von 40 km/h bis 150 km/h) und Allradantrieb.
Vigus EV ist elektrisch betrieben mit einer Reichweite bis 510 km. Innerhalb von 60 Minuten kann der Batteriespeicher auf 80 % aufgeladen werden. Die minimale Bodenfreiheit beträgt 225 mm und die maximale Steigfähigkeit beträgt 30 %. Außerdem unterscheidet sich die Ausstattung vom Standard-Modell. Der EV enthält ein Multifunktionslenkrad, ergonomische Ledersitze und eine Klimaautomatik.